# Eric Paul Erickson
Eric Paul Erickson (* 2. September 1972 in Bellingham, Washington) ist ein US-amerikanischer Schauspieler, Drehbuchautor, Filmproduzent und Filmregisseur. Er ist Gründer und Geschäftsführer der Filmproduktionsfirma Viking Dog Films.

## Leben
Erickson absolvierte die School of Theatre der University of Southern California und verbrachte seine frühen Schauspieljahre auf verschiedene Bühnen in den ganzen USA. Er stellte Charakterrollen von Hamlet und Mercutio bis Conrad Birdie und Charlie Chaplin dar. 2015 trat er in der Fernsehserie Lucha Underground in drei Episoden unter dem Pseudonym Angry Viking in Erscheinung. Den Namen erhielt er während seiner Zeit, als er Stand-up-Comedy machte. Er trat auf Bühnen wie The World Famous Comedy Store, Garrett Morris’ Downtown Comedy Club und The Rebels of Comedy auf.
Für seinen 2018 erschienenen Spielfilm Truth erhielt er Auszeichnungen für die beste Regie vom Silver State Film Festival und dem Marina del Rey Film Festival sowie eine Auszeichnung für den besten Schauspieler und das beste Drehbuch vom Laughlin International Film Festival.

## Filmografie (Auswahl)

### Schauspiel
- 1995: Mr. Payback: An Interactive Movie (Videospiel)
- 1996: Hunting Earl (Kurzfilm)
- 2010: Group Think and You! (Kurzfilm)
- 2012: The Social Worker (Kurzfilm)
- 2013: Julian
- 2013: The Hitman (Kurzfilm)
- 2013: Tattoo Nightmares (Fernsehserie, Episode 2x06)
- 2013: Relentless (Kurzfilm)
- 2014: How Human Are You? (Fernsehserie, Episode 1x03)
- 2014: The Retrieval (Kurzfilm)
- 2014: Ember (Kurzfilm)
- 2015: Comedy Bang! Bang! (Fernsehserie, Episode 4x03)
- 2015: Sheila Scorned (Kurzfilm)
- 2015: Lucha Underground (Fernsehserie, 3 Episoden)
- 2015: Ronnie Jackson: Worst Roadie in the World (Kurzfilm)
- 2015: Carbon Dating (Fernsehserie, Episode 1x02)
- 2016: Carnal Orient (Kurzfilm)
- 2016: Last Call at Murray’s
- 2016: David vs. Goliath
- 2016: Dam Sharks (Fernsehfilm)
- 2016: MADtv (Fernsehserie, Episode 15x04)
- 2016: The Last Ship (Fernsehserie, Episode 3x11)
- 2016: Schatten der Leidenschaft (The Young and the Restless) (Fernsehserie, Episode 1x11026)
- 2016: Farm 1 (Kurzfilm)
- 2017: Stitchers (Fernsehserie, Episode 3x09)
- 2017: The Coroner: I Speak for the Dead (Fernsehserie, Episode 2x07)
- 2017: Geo-Disaster – Du kannst nicht entfliehen! (Geo-Disaster)
- 2018: Snake Outta Compton
- 2018: The Interrogation (Fernsehserie)
- 2018: Jurassic Galaxy
- 2018: Dark Tunnel (Kurzfilm)
- 2018: Truth
- 2018: Hornet – Beschützer der Erde (Hornet)
- 2019: Arctic Apocalypse
- 2020: Dead. Gay. Fictional (Kurzfilm)
- 2021: The Gift (Kurzfilm)
- 2022: Bobcat Moretti
- 2023: Scratched (Kurzfilm)

### Synchronisation
- 2015: The Rat (Sprechrolle) (Kurzfilm)
- 2018: Life Is Strange 2 (Videospiel)

### Drehbuch
- 2010: Group Think and You! (Kurzfilm)
- 2011: Queen’s Ale (Kurzfilm)
- 2013: The Hitman (Kurzfilm)
- 2013: Relentless (Kurzfilm)
- 2014: The Retrieval (Kurzfilm)
- 2015: Ronnie Jackson: Worst Roadie in the World (Kurzfilm)
- 2018: Jurassic Galaxy
- 2018: Truth
- 2019: Arctic Apocalypse
- 2020: Shattered

### Produzent
- 2010: Group Think and You! (Kurzfilm)
- 2011: Queen’s Ale (Kurzfilm)
- 2013: The Hitman (Kurzfilm)
- 2013: Relentless (Kurzfilm)
- 2014: The Retrieval (Kurzfilm)
- 2015: Ronnie Jackson: Worst Roadie in the World (Kurzfilm)
- 2018: Southern Valley Sad (Kurzfilm)
- 2018: Truth

### Regie
- 2010: Group Think and You! (Kurzfilm)
- 2015: Ronnie Jackson: Worst Roadie in the World (Kurzfilm)
- 2018: Truth
- 2019: Arctic Apocalypse